# R142
R142는 뉴욕 지하철의 A 디비전에서 뉴 테크놀러지 트레인(NTT)에 기준하여 만들어진 첫 차량이다. 봄바디어가 1999년부터 2003년까지 퀘벡주 라포카티에르와 버몬트주 배리에서 제조하여 뉴욕주 플래츠버그에서 최종 조립을 수행했다. 6301~7180호대 차량 880대, 1101~1250호대 차량 150대로, 총 1,030대의 차량이 있으며, 모두 5량 편성으로 이루어졌다. R26, R28, R29, R33, R33S, R36을 포함한 레드버드 트레인이 이 열차로 대차했다.
R142는 비슷하면서 다른 차량인 R142A와 함께 녹음된 안내방송을 탑재한 최초의 뉴욕 지하철 차량이다. 첫 번째 R142A는 1999년 11월 16일에 납품되었지만, 초기 시운전 중 사소한 문제가 보고되었다. 시운전이 끝난 후, 2000년 7월 10일에 R142가 영업 운행에 투입되었고, 2003년까지 모든 차량이 납품되었다. 2019년 1월, MTA는 R142 차량의 일부 개조를 제안했다.

## 편성
R142 중 880대는 6301~7180호로, 나머지 150대는 1101~1250호로 매겨졌다.
차종은 A(한 쪽 끝에 운전실 존재)와 B(운전실 없음)의 두 종류가 있다. "A" 차량은 각각 4개의 견인 전동기로 동력을 공급하며, 승객 출입문은 서로 마주보고 있다. "B" 차량은 2번째 끝에 있는 2개의 견인 전동기로 구동되며, 승객 출입문은 엇갈리게 배치되었다(차량 끝은 무개화차 바로 위의 차체 하단에 번호가 매겨짐). 열차는 5량, A-B-B-B-A 편성으로 연결되지만 4량(A-B-B-A), 6량(A-B-B-B-B-A), 9량(5량 1편성과 4량 1편성 조합), 11량(5량 1편성과 6량 1편성 조합) 편성으로 연결할 수도 있다.
현재 대부분의 R142는 239번가 차량사업소와 동180번가 차량사업소에서 유지 관리되고 2번과 5번에 배정되어 있으며, 나머지 편성은 제롬 차량사업소에 정비되며 4번으로 배정되어있다.

## 특성
R142는 알스톰 ONIX AC 추진 시스템, 전자 제동, 자동 실내 온도 조절 시스템, 전자 스트립 맵, 온보드 인터컴 시스템을 특징으로 한다. R142와 R142A는 부분적으로 안테나 디자인에서 설계되었다.
R110A와 마찬가지로, R142s는 54인치 측면 출입문(R110As의 63인치 출입문보다 약 9인치 좁지만 R62/A의 50인치 출입문보다 4인치 넓음)으로 기존 A디비전 장비보다 더 넓은 출입문을 특징으로 한다. 모든 차량 끝에는 창문이 있어 승객들이 다음 차까지 볼 수 있으나, 운전실 끝은 운전실 벽으로 막혀있다. R142 차체는 스테인리스강으로 제작되었다.

### 안내방송
R142 및 R142A는 녹음된 안내방송을 특징으로하는 최초의 뉴욕 지하철 차량이다. 이후 제작된 모든 차량도 이 기능을 사용한다.
현재 녹음된 안내방송 성우:
- 제시카 에팅거(Jessica Ettinger) : 1010 WINS 앵커: 렉싱턴 애비뉴선 (4, 5, 틀:Nycs) 열차 안내방송.
- 다이앤 톰슨(Dianne Thompson): IRT 브로드웨이-7번로선 (1, 2, 틀:Nycs) 열차 안내방송.
- 찰리 펠렛(Charlie Pellett): 문닫힘, 종착역 안내, 일부 역의 현재 환승 및 연결 알림방송. 2000년~2017년 구 안전/지연 안내방송.
- 벨리나 미첼(Velina Mitchell): 2018년 이후 현재 안전/지연 안내방송. 그녀는 또한 WTC 코틀랜드역과 프랭클린 애비뉴역의 정차 안내와 M14-SBS 버스 노선을 참조하는 M14-SBS 버스 노선을 참조하는 일부 역의 환승 안내방송을 녹음했다.

멜리사 클라이너(Melissa Kleiner)는 당초 맨해튼 외곽 5번 노선을 대상으로 안내방송을 제공했으나 이후 에팅거가 재녹음했다.
나열된 처음 세 사람은 안내방송 녹음 당시 블룸버그 라디오의 뉴스 앵커였다. 그 이후 에팅거와 펠렛은 하워드 스턴과 하워드 100 뉴스팀과 함께 1010 WINS-AM과 시리우스 위성라디오로 자리를 옮겼다.
체류 시간을 줄이고 지연 가능성을 줄이기 위해 2015년부터 2와 5의 일부 편성에서 새롭고 짧은 안내방송을 시험했다.

## 역사
1997년 4월 30일, 광역 교통국 이사회는 봄바디어 차량(R142s) 680대와 가와사키 차량(R142As) 400대를 구매하는 것을 승인했다. 당초 구매 주문은 740대였지만 업체 간 경쟁이 치열해 MTA는 같은 가격에 340대를 추가로 구매할 수 있었다. 전체 매입비용은 모두 14억 5000만 달러였다. 새로운 지하철 차량은 R110A와 R110B 시험용 열차의 시험 결과를 바탕으로 만들어졌다. 이 역사적인 계약은 24시간 협상 끝에 이루어졌으며 이 계약은 지금까지 뉴욕 지하철 역사상 가장 큰 규모의 지하철 차량 구매였다.
최초의 10개의 R142s, 6301–6310호는 1999년 11월 16일에 도입하였다. 그러나 사소한 문제가 발견되었고 이후 시험 단계 중 문제 해결 과정에서 수정되었다고 보고되었다. 모든 문제점을 수개월 동안 시험 및 해결후, R142는 2000년 7월 10일 2 계통에 영업 운행을 시작하였고, 마지막 R142는 2003년 중반까지 납품되었다.
2019년 1월, MTA는 R142/A 차량의 여러 열차 서브시스템에 대한 일부 개조를 제안했다. 여기에는 HVAC, 추진 및 도어 시스템의 변경사항이 포함되었다. R142 차량에 이더넷 추가되고, IRT 렉싱턴 애비뉴선을 따라 지하철 신호 개조와 연계하여 통신 기반 열차 제어와 호환되도록 변환하였다. R142 차량는 또한 "모니터링 및 진단 시스템"으로 개조될 것이다.:23
2020년 3월 27일, 6346-6350호 선두차, 6366-6370호 객차로 구성된 북행 2번 노선 열차가 96번가역에서 센트럴 파크 노스-110번가역까지 운행하다가 화재가 발생하였다. 6347호 객차에서 화재가 발생해 차량이 파손됐고, 나머지 편성에서도 화재와 연기 피해를 추가로 입었으며, 역에 약간의 화재 피해도 있었다. 결과적으로, 편성 전체가 운행에서 제외되었다. 열차 기관사가 숨지고 16명이 다쳤다.

## 사진첩

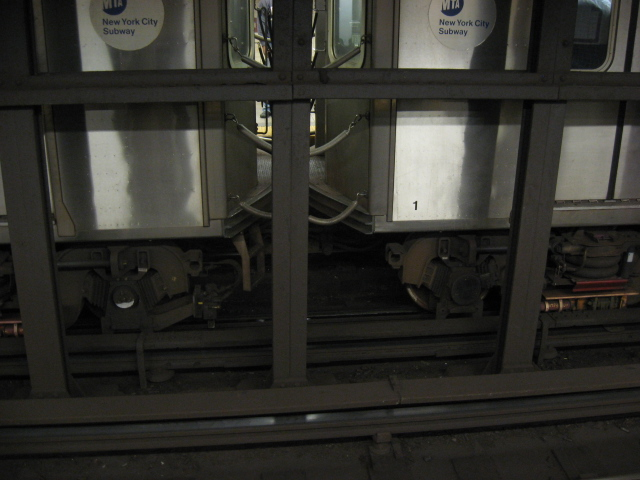
동력차와 무동력차의 차이를 나타내는 사진
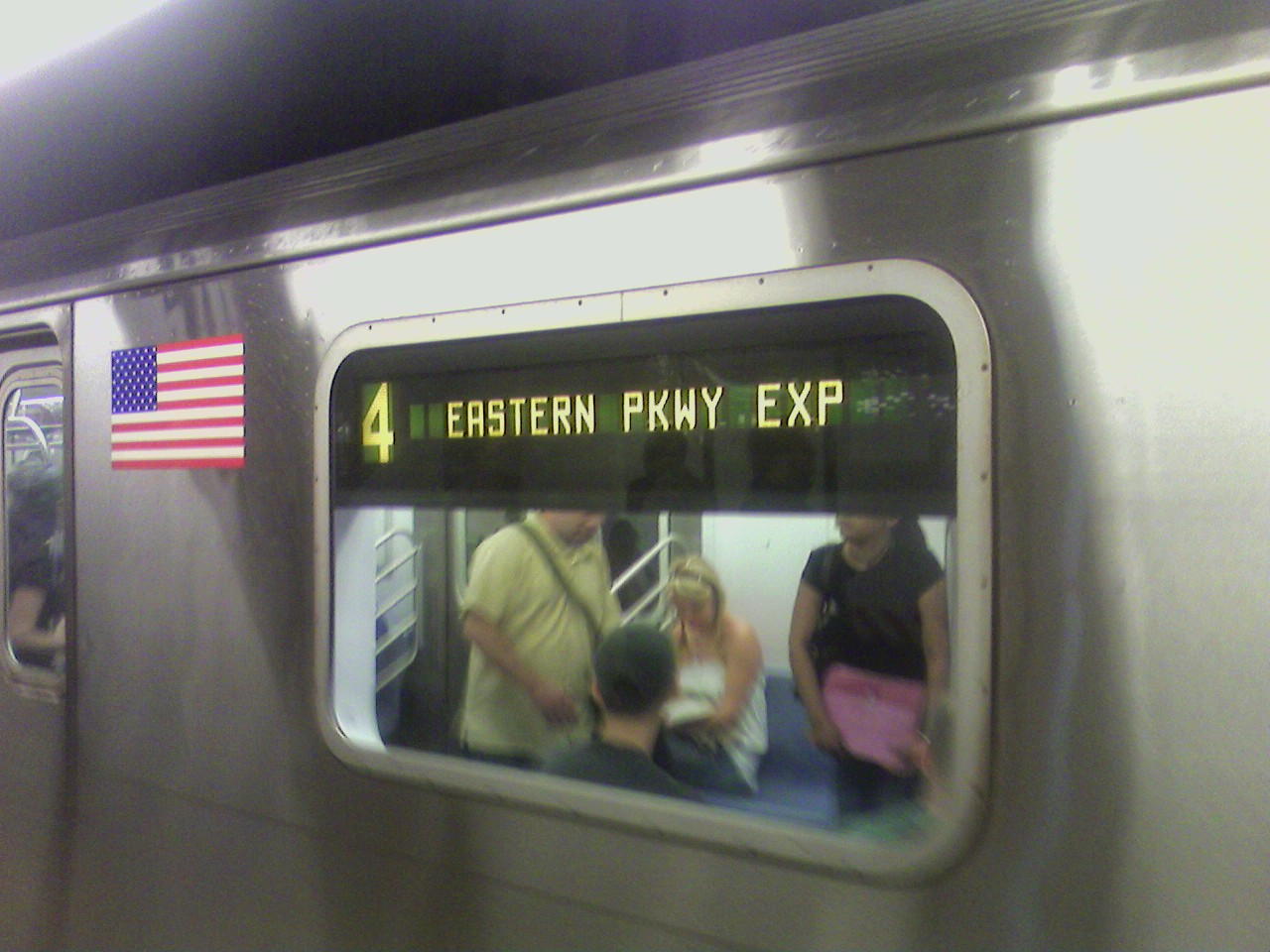
R142 차량의 LCD 행선판
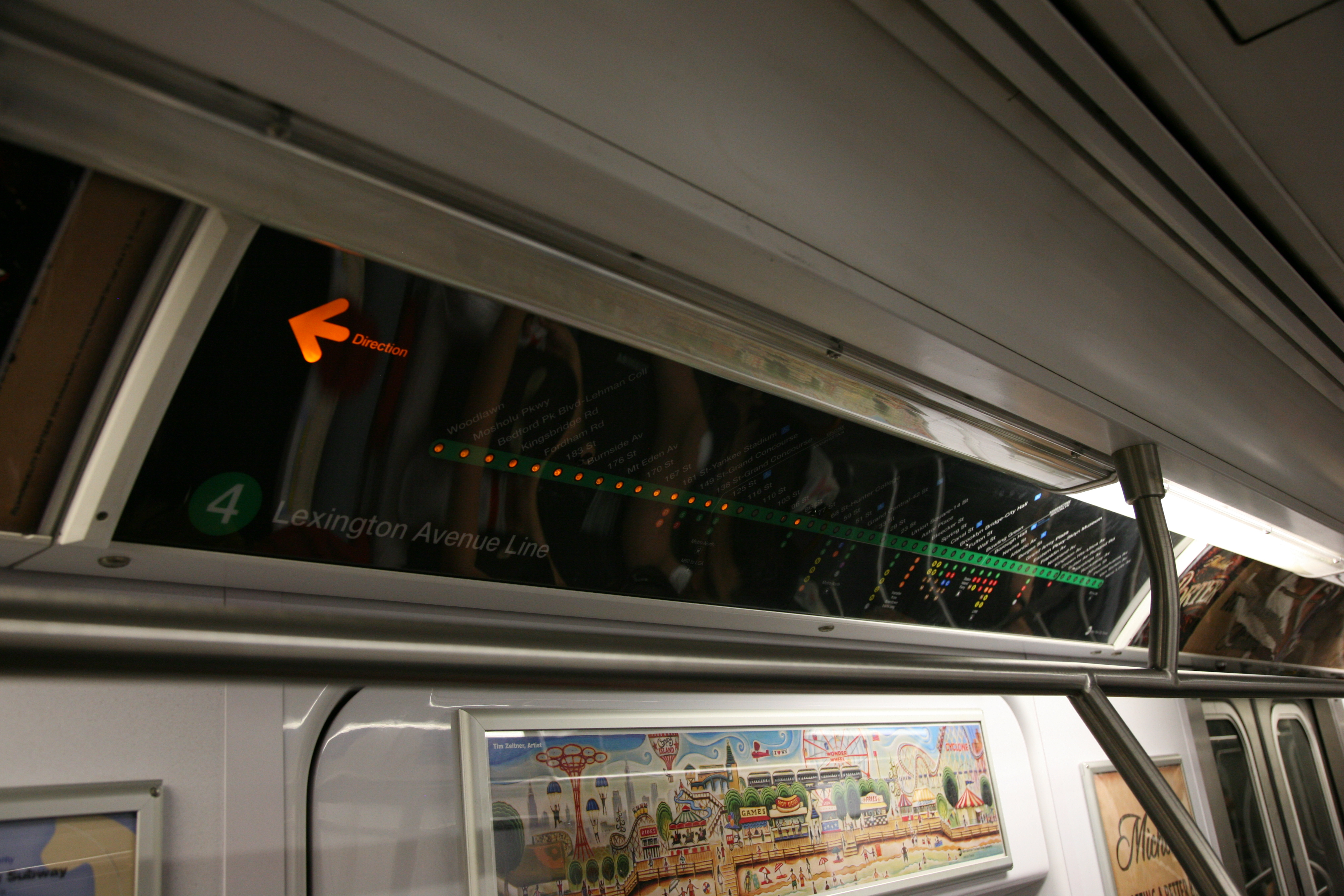
브롱크스와 브루클린 사이를 공유하는 2·5 공용의 R142 전자 노선도
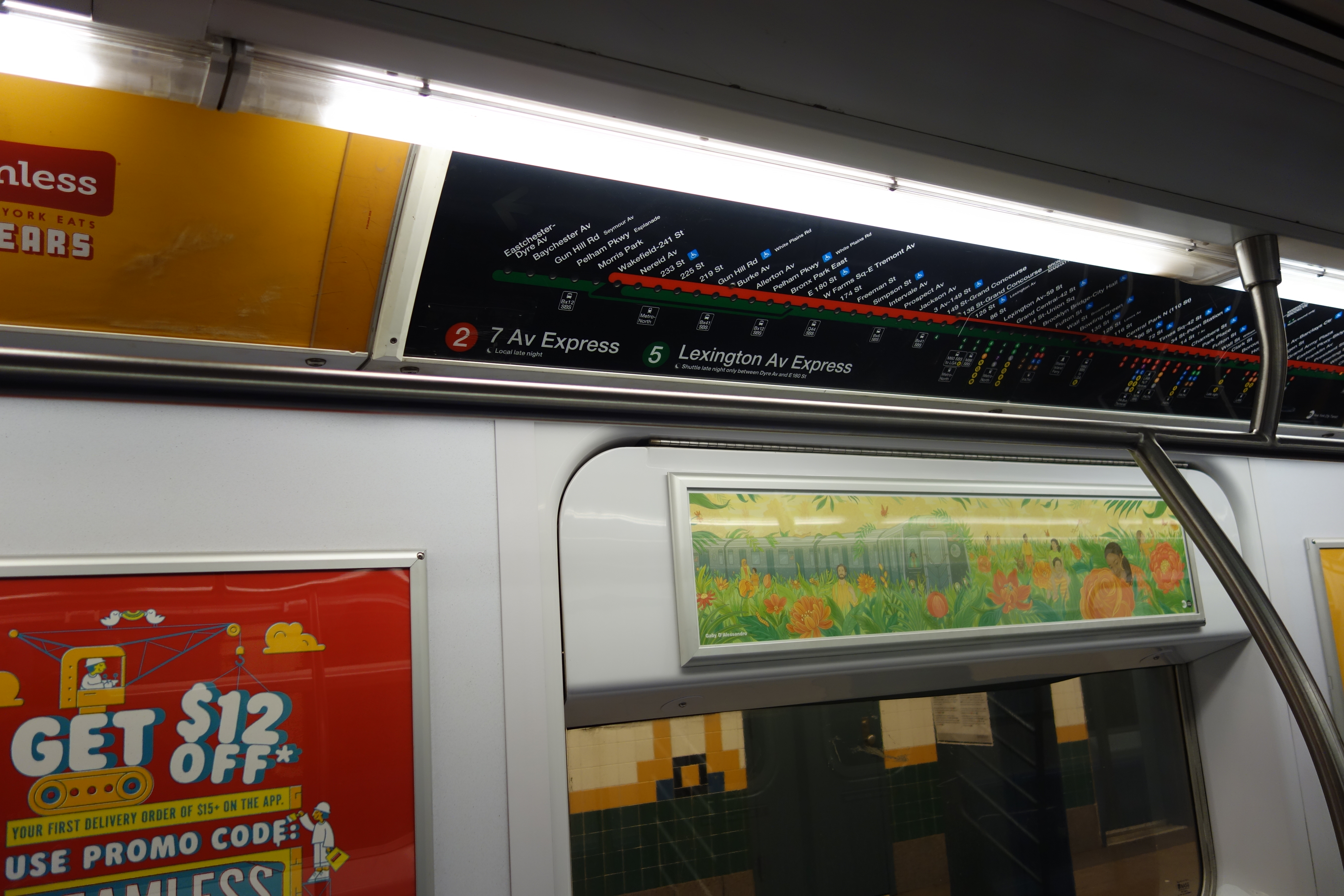
브롱크스와 브루클린 사이를 공유하는 2·5 공용의 R142 전자 노선도
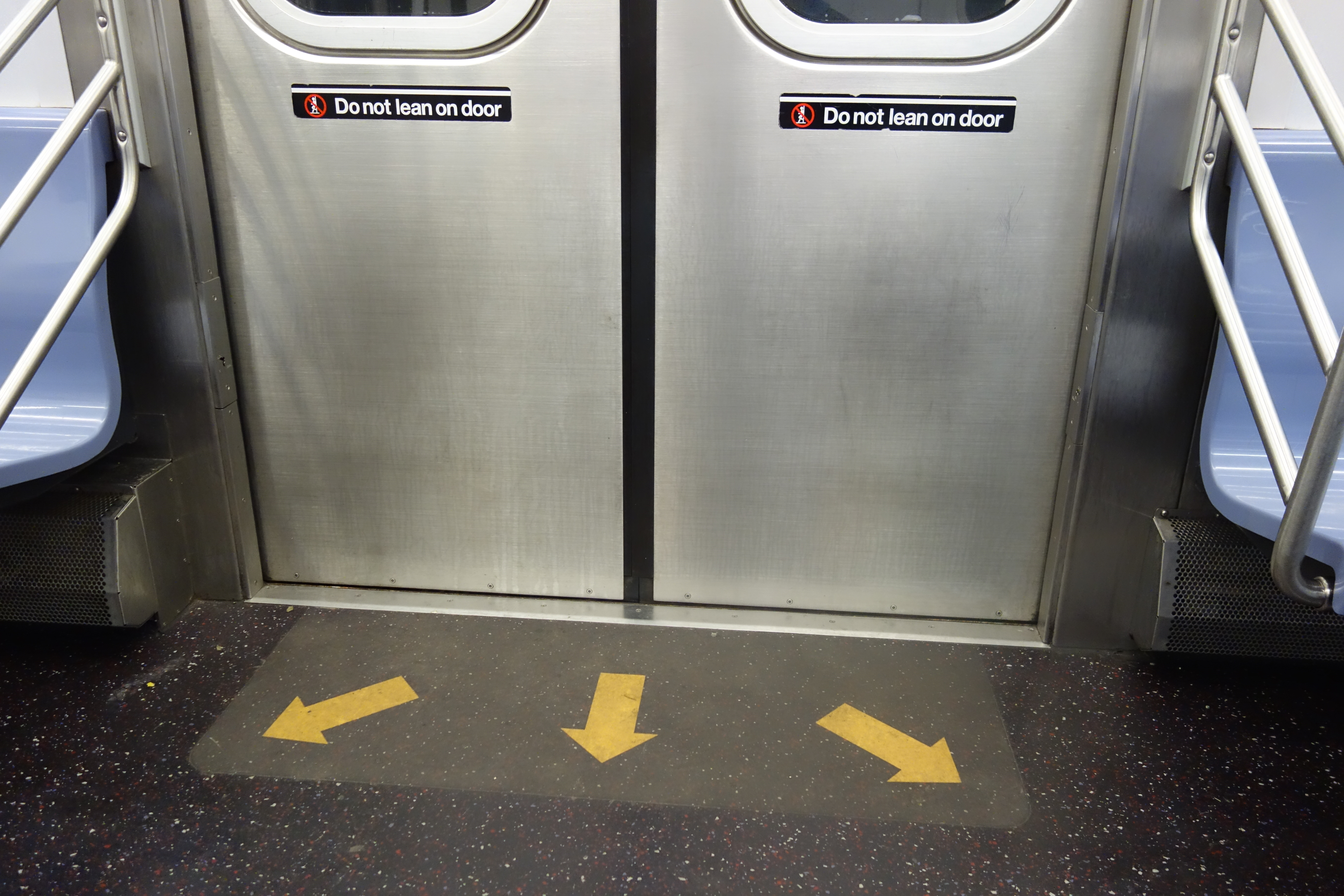
열차 문 아래의 화살표, 승객을 열차로 안내하는 새로운 장비

## 같이 보기
- 뉴 테크놀러지 트레인 - 뉴욕 지하철의 모든 NTT 열차 목록.
- R142A - 일본 고베 가와사키 중공업제 유사 차량.
- R188 - 일본 고베 가와사키 중공업제 유사 차량.